# Luc (Lozère)
 Luc  es una población y comuna francesa, situada en la región de Languedoc-Rosellón, departamento de Lozère, en el distrito de Mende y cantón de Langogne.

## Demografía
| 407 | 345 | 300 | 252 | 212 | 209 |
| Para los censos de 1962 a 1999 la población legal corresponde a la población sin duplicidades (Fuente: INSEE [Consultar]) |     |     |     |     |     |

## Lugares de interés
- Castillo de Luc, construido en el siglo XIII.
- Iglesia románica del siglo XIII.